# Franz Aigner (calciatore)
Franz Aigner (Sankt Johann im Pongau, 14 settembre 1967) è un allenatore di calcio ed ex calciatore austriaco, di ruolo centrocampista.

## Palmarès

### Giocatore

#### Competizioni nazionali
- Campionato austriaco: 3

Salisburgo: 1993-1994, 1994-1995, 1996-1997
- Supercoppa d'Austria: 3

Salisburgo: 1994, 1995, 1997